# Sérénade (Christian Vidal)
Sérénade is een single van Christian Vidal. In tegenstelling tot de B-kant was Sérénade niet afkomstig van zijn album Angélique. Vidal was vooral bekend in het Franstalige gebied van Europa, maar had met Sérénade toch één hit in Vlaanderen.
Het lied werd daarna in het Duits uitgebracht onder de titel Diese kleine Serenade en werd eveneens door Vidal gezongen.

## Hitnotering

### BelgischeBRT Top 30
| Hitnotering: 6-4-1974 t/m 26-4-1974 | Hitnotering: 6-4-1974 t/m 26-4-1974 | Hitnotering: 6-4-1974 t/m 26-4-1974 | Hitnotering: 6-4-1974 t/m 26-4-1974 | Hitnotering: 6-4-1974 t/m 26-4-1974 |
| Week:                               | 1                                   | 2                                   | 3                                   |                                     |
| ----------------------------------- | ----------------------------------- | ----------------------------------- | ----------------------------------- | ----------------------------------- |
| Positie:                            | 14                                  | 14                                  | 30                                  | uit                                 |